# Arrondissement di Coutances
L'arrondissement di Coutances è un arrondissement dipartimentale della Francia situato nel dipartimento della Manica, nella regione della Normandia.

## Composizione
L'arrondissement è composto da 160 comuni raggruppati in 10 cantoni:
- cantone di Bréhal
- cantone di Cerisy-la-Salle
- cantone di Coutances
- cantone di Gavray
- cantone di La Haye-du-Puits
- cantone di Lessay
- cantone di Montmartin-sur-Mer
- cantone di Périers
- cantone di Saint-Malo-de-la-Lande
- cantone di Saint-Sauveur-Lendelin.